# Gouvernement Deakin I
Barton Watson
Le gouvernement Deakin I est le deuxième gouvernement fédéral de l'Australie, de septembre 1903 à avril 1904, et le premier des trois gouvernements dirigés par Alfred Deakin. Il s'agit d'un gouvernement minoritaire formé par le Parti protectionniste; le tripartisme durant les années 1900 entraîne une succession de gouvernements éphémères. De fait, ce gouvernement n'a ainsi pas l'occasion de gouverner, et démissionne lorsqu'il perd la confiance du Parlement.

## Formation
Les six colonies britanniques en Australie sont unifiées en une fédération le 1er janvier 1901, et le Parti protectionniste mené par Edmund Barton forme un gouvernement provisoire avant de remporter une majorité relative des sièges à la Chambre des représentants aux premières élections fédérales en mars 1901 et de gouverner avec le soutien sans participation du Parti travailliste. Souffrant de problèmes de santé, Edmund Barton démissionne en septembre 1903. Son procureur général Alfred Deakin le remplace comme Premier ministre, et les protectionnistes conservent de peu leur majorité relative des sièges aux élections de décembre 1903, malgré un recul au profit des travaillistes. Pour l'entame de la législature 1903-1905, les protectionnistes ont vingt-six sièges sur soixante-quinze à la Chambre des représentants (un de plus que le Parti pour le libre-échange et trois de plus que les travaillistes), mais seulement huit sièges sur trente-six au Sénat,.
La composition du gouvernement est la suivante. Elle résulte principalement d'un remaniement du gouvernement Barton ; les deux seuls nouveaux ministres sont Austin Chapman et Thomas Playford. James Drake est préféré à Isaac Isaacs et à Henry Higgins au poste de procureur général afin principalement qu'il y ait un représentant du Queensland au gouvernement. La composition n'est pas modifiée à l'issue des élections de décembre 1903,.
| Nom | Nom                        | Nom | Fonctions                                           | Parti           | Remarques                                         |
| --- | -------------------------- | --- | --------------------------------------------------- | --------------- | ------------------------------------------------- |
|     | Alfred Deakin              |     | Premier ministre, Ministre des Affaires extérieures | Protectionniste |                                                   |
|     | William Lyne               |     | Ministre du Commerce extérieur et des Douanes       | Protectionniste | reconduit au même poste qu'au gouvernement Barton |
|     | George Turner              |     | Ministre des Finances                               | Protectionniste | reconduit au même poste qu'au gouvernement Barton |
|     | John Forrest               |     | Ministre de l'Intérieur                             | Protectionniste | reconduit au même poste qu'au gouvernement Barton |
|     | James Drake (sénateur)     |     | Procureur général                                   | Protectionniste |                                                   |
|     | Philip Fysh                |     | Maître des Postes                                   | Protectionniste | reconduit au même poste qu'au gouvernement Barton |
|     | Austin Chapman             |     | Ministre de la Défense                              | Protectionniste |                                                   |
|     | Thomas Playford (sénateur) |     | Vice-président du Conseil exécutif                  | Protectionniste |                                                   |

## Législation et fin
Le Premier ministre Alfred Deakin, avocat de formation, est reconnu comme un homme intelligent et réfléchi, courtois, amiable et « peut-être le meilleur orateur » de l'histoire parlementaire australienne du XXe siècle. 
Ce premier gouvernement Deakin n'a toutefois pas l'occasion d'introduire de législation. Le parlement est dissous en octobre 1903 en vue des élections législatives, et le nouveau parlement siège à partir de mars 1904. Le gouvernement introduit un projet de loi de conciliation et d'arbitrage des conflits sociaux, mais se heurte à une proposition d'amendement introduite par les travaillistes. Le désaccord qui s'ensuit signifie que le gouvernement Deakin n'a pas de majorité parlementaire pour gouverner. Il démissionne, et le gouverneur général Lord Northcote invite les travaillistes à former un gouvernement : ce sera l'éphémère gouvernement Watson.